# Emauzy ČR
Emauzy ČR je česká obecně prospěšná společnost vzniklá roku 2013 přeměnou občanského sdružení, které v roce 1991 založil (pod názvem Křesťanské společenství emauzských domů, který byl změněn v roce 1994) a poté i dlouho vedl tajně vysvěcený ženatý biskup skryté církve Fridolín Zahradník. Provozovaly azylové domy pro bezdomovce a propuštěné vězně v Rychnově nad Kněžnou, v Praze a v Mostě, avšak vnitřní spory, které začaly v roce 2003, vedly na přelomu let 2010 a 2011 k jejich předání jiným provozovatelům. Nyní se Emauzy ČR podílejí na poskytování sociálního bydlení.